# Cardioglossa gracilis
Cardioglossa gracilis – gatunek płaza bezogonowego z rodziny artroleptowatych (Arthroleptidae). Zamieszkuje Afrykę Środkową.

## Nazwa
Łaciński epitet gatunkowy nazwy tego kręgowca − gracilis – oznacza m.in. „smukły”.

## Występowanie
Środkowa i północna część Gabonu, Gwinea Równikowa, prawdopodobnie większa część północnego Konga, niewielki obszar w północno-zachodniej Demokratycznej Republice Konga, południowo-zachodnia Republika Środkowoafrykańska, środkowy i południowy Kamerun, niewielki obszar południowo-wschodniej Nigerii. Obecność zwierzęcia w Kongu nie jest pewna.
Zasiedla nizinne, jak i niższe górskie wilgotne lasy tropikalne. Dobrze radzi sobie w środowisku zdegradowanym. Zamieszkuje dojrzałe lasy wtórne. Występuje do wysokości 1200 m n.p.m.
Płazy te żyją na powierzchni gruntu lub na roślinach, nie wspinają się jednak wyżej niż 20 cm.

## Rozmnażanie
Przebiega w strumieniach leśnych. Samce nawołują ze stoków lub bagnistych zagłębień w pobliżu strumieni.

## Status
W Czerwonej księdze gatunków zagrożonych IUCN płaz ten od 2004 roku klasyfikowany jest jako gatunek najmniejszej troski (LC, ang. Least Concern).
W Kamerunie jest to najpospolitszy przedstawiciel rodzaju Cardioglossa. Trend liczebności jego populacji nie jest znany. Główne, choć lokalne zagrożenie stanowi dla niego niszczenie lasów. Prawdopodobnie zamieszkuje kilka obszarów chronionych, aczkolwiek potwierdzono go tylko w Parku Narodowym Korup.